# Comité ter Verdediging van Arbeiders
Het Comité ter Verdediging van Arbeiders (Pools: Komitet Obrony Robotników, KOR) was een Poolse burgerrechtengroep, die in 1976 tot stand kwam als reactie van intellectuelen op het gewelddadig neerslaan door de Poolse autoriteiten van een reeks stakingen in juni van dat jaar. Het doel was het organiseren van financiële ondersteuning en het verlenen van juridische hulp aan arbeiders die daarbij hun werk hadden verloren, alsmede de vrijlating van arbeiders die waren gearresteerd. De oprichting van het KOR werd gemarkeerd door het "Appel aan de Samenleving en de Autoriteiten van de Volksrepubliek Polen", uitgebracht op 23 september 1976. Onder de ondertekenaars waren de latere ministers Jacek Kuroń en Antoni Macierewicz en de schrijver Jerzy Andrzejewski. De groep trok veel aandacht in de Westerse media. 
In 1977 werden de meeste doelen van het KOR bereikt toen partijleider Gierek de getroffen arbeiders amnestie verleende. In september 1977 werd het KOR omgezet in het Comité voor Sociale Zelfverdediging KOR. Dit bleef als ondergrondse dissidentengroep voortbestaan tot het op 23 augustus 1981 officieel opging in het Vrije Vakverbond Solidariteit, waarvan het KOR een belangrijke voorloper was.